# Aeletes romiae
Aeletes romiae är en skalbaggsart som beskrevs av Yélamos 1998. Aeletes romiae ingår i släktet Aeletes och familjen stumpbaggar. Inga underarter finns listade i Catalogue of Life.